# Inherit the Viper
Inherit the Viper es una película estadounidense de drama criminal de 2019, dirigida por Anthony Jerjen, en su debut como director, a partir de un guion de Andrew Crabtree. Es protagonizada por Josh Hartnett, Margarita Levieva, Chandler Riggs, Bruce Dern, Valorie Curry, Owen Teague y Dash Mihok. La película tuvo su estreno mundial en el Festival de Cine de Zúrich de 2019 y fue estrenada en cines de forma limitada el 10 de enero de 2020.

## Reparto
- Josh Hartnett como Kip Conley.
- Margarita Levieva como Josie Conley.
- Chandler Riggs como Cooper.
- Bruce Dern como Clay Carter.
- Valorie Curry como Eve.
- Owen Teague como Boots Conley.
- Artrial Clark como amigo de Boots.
- Dash Mihok como Kyle Knox.
- Brad William Henke como Tedd Wallace.
- Jared Bankens como Marcus.
- Blaine Kern III como Ryan.
- Tara Buck como Eliza.
- G-Rod como Duane.
- Garrett Kruithof como Packard.

## Producción
En noviembre de 2017, se anunció que Josh Hartnett y Margarita Levieva se habían unido al elenco de la película, con Anthony Jerjen dirigiendo desde un guion escrito por Anthony Crabtree. Michel Merkt y Benito Mueller producirían la película, mientras que Wolfgang Mueller actuaría como productor ejecutivo bajo su bandera de Barry Films. En diciembre de 2017, Bruce Dern, Owen Teague, Valorie Curry, Chandler Riggs y Dash Mihok se unieron al elenco de la película.
La fotografía principal comenzó en diciembre de 2017.